# Обитель зла: Возмездие
«Обитель зла: Возмездие» (англ. Resident Evil: Retribution) — пятый фильм из серии «Обитель зла». Режиссёр фильма — Пол Андерсон. Сценарий написал также Андерсон, который был сценаристом и продюсером предыдущих четырёх фильмов, а также режиссёром первого и четвёртого эпизода. Сюжет частично соответствует событиям серии игр Resident Evil.

## Сюжет
В начале фильма в обратном воспроизведении показывается нападение множества конвертопланов «Амбреллы» на корабль «Аркадия», на котором спасались уцелевшие в предыдущем фильме. После вступительных титров события продолжаются. С одного из конвертопланов спускается Джилл Валентайн, на груди у которой закреплён робот-паук. Элис удаётся застрелить пилота одного из конвертопланов, и тот без управления врезается в корабль и взрывается, в результате чего взрывной волной Элис выбрасывает в море.
Элис просыпается в доме, где её будит муж (Карлос Оливера), который говорит, что будильник не сработал и им надо быстрее собираться — ему на работу, их дочери Бекки, у которой ослаблен слух — на учёбу. Внезапно появляется зомби-маджини и атакует Карлоса. Выбежав на улицу пригорода, Элис и Бекки пытаются спастись от толпы настигающих их зомби. Понимая, что обеим им не спастись, Элис отвлекает преследовавшего их маджини и сбрасывает его на острые доски лестницы. Внезапно появляется её инфицированный муж и убивает её.
Затем Элис просыпается на полу тюремной башни-камеры с логотипом Амбреллы. Её допрашивает Джилл. Внезапно допрос прерывается сообщением от системы безопасности о перезагрузке в течение двух минут — это работа Альберта Вескера, который взломал систему Красной Королевы и помог Элис бежать. Выйдя из помещения, Элис оказывается на центральной площади Токио. В это время Красная Королева восстанавливает управление и намерена захватить или, в крайнем случае, уничтожить Элис. По динамикам громкой связи транслируется сообщение о загрузке симуляции Токио, после чего на улице начинает лить дождь, появляются люди и начинается атака зомби. Теснимая толпой зомби, Элис вновь забегает во внутренние помещения павильона Амбреллы, где среди расстрелянного персонала центра управления встречает некую женщину в красном платье, в которой узнаёт Аду Вонг — оперативницу «Амбреллы» и одного из лучших агентов Вескера. На экране возникает изображение Альберта Вескера, который поясняет сложившуюся ситуацию: они находятся в главном лабораторном корпусе корпорации «Амбрелла», расположенном на бывшей базе советских подводных лодок подо льдами Камчатки; в нём воссозданы некоторые кварталы Токио, Нью-Йорка, Москвы, Пекина и пригородов для проведения экспериментов с вирусом-Т путём симуляции эпидемии в данных локациях. Для освобождения Элис он высылает небольшую штурмовую группу на двух гусеничных вездеходах. Также Вескер сообщает, что после ухода его и Ады Вонг из корпорации всем, что осталось от «Амбреллы», управляет Красная Королева, которая и отдаёт приказы, в частности, службе безопасности, в состав которой входят Джилл и клоны Карлоса Оливеры, Рейн Окампо и Джеймса Шейда («Первого»).
Штурмовая группа, в состав которой помимо прочих входит Леон Кеннеди, минирует наружную часть и шахты системы вентиляции базы, выставляет на таймерах детонаторов двухчасовую выдержку и проникает внутрь. Красная Королева собирается уничтожить противников, для чего активирует симуляции в павильонах, через которые продвигаются навстречу друг другу штурмовой отряд и Элис. На Элис и Вонг в симуляторе Нью-Йорка нападают два Палача. Уходя, они преодолевают границу между полигонами и оказываются в симуляторе пригорода Раккун-сити. Проходя мимо одного из домов, Элис говорит Аде, что из его окон за ними кто-то наблюдает. Внутри они обнаруживают труп клона Элис, зомби и живую Бекки-клона, которую забирают с собой. Однако на выходе из дома их встречает отряд службы безопасности Амбреллы: Джеймс «Первый» Шейд, Карлос Оливера и Рейн Окампо во главе с Джилл Валентайн. Ада остаётся прикрывать и отстреливается от противников, но в итоге попадает в плен, в то время как Элис с Бекки уходят.
Группа, преодолевая симулятор Москвы, подвергается атаке группы противников в симуляции «Чума». Отряд несёт потери, теснимый толпами вооружённых солдат-зомби. Остаткам группы удаётся прорваться из ГУМа, куда их зажала атакующая толпа зомби и огромный лизун. В это время к ним на автомобиле «Роллс-Ройс» прорывается Элис, которая с боем вывозит остатки штурмовой группы. Спасаясь, они врываются на симуляцию станции метро «Арбатская». Добравшись до подъёмника на поверхность, они пытаются им воспользоваться, но Красная Королева дистанционно отключает электричество и вновь организует атаку службы безопасности. Барри остается прикрывать от противника, но в руках у Шейда и Джилл оказывается Ада Вонг. Угрожая убить её, они требуют от Барри сдаться. Тот гибнет от пуль, но успевает метким выстрелом убить Шейда. Напавший Лизун забирает с собой Бекки, и Элис идёт на её выручку. Застрелив Лизуна и забрав несколько гранат, героини попадают в помещение, где на конвейере движутся многочисленные клоны Элис и Бекки; девочка в панике пытается узнать у матери, кто есть кто. В это время Лизун нападает на пару. Элис бросает гранаты и уничтожает конвейеры с клонами. Отсчёт времени на детонаторе доходит до нуля, происходит взрыв в системе вентиляции, и внутрь, сметая всё на своём пути, врывается вода. Сумев восстановить подачу электроэнергии, выжившие выбираются из базы и уезжают на снегоходе. Однако лёд начинает трескаться и вздыбливаться, из-за чего вездеход переворачивается, когда из подо льда всплывает подводная лодка. Из рубки выходят Джилл, Рейн и взятая в заложники, связанная Ада Вонг. Рейн вводит себе в аорту паразита Лас-Плагас, вследствие чего становится практически неуязвимой и в схватке убивает Лютера и ранит Леона. В исходе схватки Элис удаётся сорвать с груди Джилл робота-паука, по которому транслировались приказы Красной Королевы, и та приходит в себя. Понимая невозможность убить Рейн, Элис стреляет по льду, и Рейн падает в пробитую пулями полынью. В итоге зомби утягивают её на дно, а Леон освобождает Аду, беспомощно замерзавшую на льду.
Конвертоплан забирает выживших, которых доставляют в осаждённый Вашингтон. В Овальном кабинете Элис обнаруживает Вескера. Он вводит ей сыворотку с вирусом, возвращая прежние способности. Вескер говорит о необходимости применения Элис как оружия с целью спасения человечества и выводит её на крышу, с которой становятся видны полчища зомби, мутанты лизуны и летающие паразиты кипепео, осаждающие Белый дом.

## В ролях
| Актёр           | Роль                 |
| --------------- | -------------------- |
| Милла Йовович   | Элис                 |
| Мишель Родригес | Рэйн Окампо          |
| Кевин Дюранд    | Барри Бёртон         |
| Борис Коджо     | Лютер Уэст           |
| Колин Сэлмон    | Джеймс «Первый» Шейд |
| Ли Бинбин       | Ада Вонг             |
| Сиенна Гиллори  | Джилл Валентайн      |
| Шон Робертс     | Альберт Вескер       |
| Одед Фер        | Карлос Оливера       |
| Йохан Урб       | Леон Скотт Кеннеди   |
| Ариана Энджинир | Бекки                |
| Меган Шарпантье | «Красная королева»   |
| Спенсер Лок     | Кей-Март             |

## Производство
Подробности съёмок очередной франшизы тщательно скрывались. Компания Constantin Film старалась не раскрывать сюжет и все подробности, связанные с фильмом. Даже список актёров, утверждённых на роль, вплоть до премьеры держался в строжайшей тайне. В съёмках участвовали Милла Йовович, Сиенна Гиллори, Мишель Родригес, Колин Сэмон и Шон Робертс. В фильме появились персонажи из игры: Ада Вонг, Леон Кеннеди, Барри Бёртон. К съёмкам не присоединилась Эли Лартер.
На онлайн-конференции Йовович заявила, что пятая часть фильма ужасов — это «настоящий триллер», отличающийся эпическим масштабом, огромным количеством невероятных существ и перестрелок, в ходе которых ей пришлось вспомнить всё, чему она научилась за последние 10 лет. Для того, чтобы снять фильм, актрисе вместе с режиссёром пришлось взять вторую закладную за дом. Все трюки в фильме актриса исполнила самостоятельно. Натурные съемки происходили на Камчатке, на Красной площади и станции «Арбатская». Главную площадь Москвы съёмочной труппе выделили на пять часов. Идея снимать фильм в России принадлежала Йовович.
По признанию Йовович, на её персонажа повлияло материнство. «Она становится менее роботизированной и более человечной. Она больше не принадлежит „Амбрелле“. Помните фильм Скорсезе „Алиса здесь больше не живёт“? Так вот: Алиса там больше не живёт и жить не будет». По сути Андерсон перенес часть личной жизни на экран, поскольку раньше никто не видел протагонистку в качестве матери. В пятой части серии Элис вновь становится обычным человеком, а не машиной для убийств. «Возвращение в реальность» говорит о том, что зритель чувствует, что главной героине могут навредить. «Элис — пример достойного человека. По-моему, она человек, на которого можно положиться. Она надежная. Если она сказала, что что-то сделает — значит, она это сделает. Если пообещала — скорее умрет, чем не сдержит обещание. И мне это очень нравится», — утверждала Йовович в личном интервью.
Предварительный показ фильма в России состоялся 6 сентября в Москве при участии Миллы Йовович и Пола Андерсона. В широкий российский прокат кинолента вышла в формате 3D 13 сентября 2012 года, а в США — 14 сентября 2012 года.

## Критика
Рейтинг картины на агрегаторе Rotten Tomatoes составил 29 % на основе 73 рецензий. Критики остались недовольны картиной. Обозреватель журнала «Мир фантастики» отмечал, что фильм представляет собой жертву экспериментов, паразитирующую на собственных предшественниках. Возможность «Амбреллы» имплантировать воспоминания и возводить имитации любого города не раскрыта, конфликт противоположностей клонов одного и того же человека никак не используется, а появившиеся герои из игры не успевают раскрыться. «Возмездие» — это «фильмошутер, к которому забыли написать сценарий и выдать контроллер». Линия с Бекки копирует аналогичную сюжетную ветку из «Чужих». Сценарий фильма умещался в несколько фраз: «три девушки модельной внешности <…> — одна в латексе со сверкающими пряжками, другая в латексе с глубоким декольте, а третья в красном платье с разрезом по пояс лупят друг друга до полусмерти».
Фильм фактически разбит на уровни и боссов, в котором все имеет номинальное значение: жизни, смерти, воскрешения, боезапас и география. «Происходящее на экране потеряло всякую связь с осмысленностью, превратившись в полуторачасовой отсчет тел: не столько азартное, сколько затягивающие развлечение для играющего и смертельно скучное зрелище со стороны», — писал The Hollywood Reporter. Кризис идей приводит к «реанимации» старых персонажей, механистичность происходящего вызывает тоску. «„Обитель“, разумеется, изначально была не столько приключениями, сколько фетишистским видеоартом, и Милла, парящая с пистолетами в рапиде, да ещё в 3D, может делать это бесконечно, словно какое-то небесное тело в планетарии».